# クロール法
クロール法（クロールほう）とは、乾式冶金工業において用いられる、チタンの製造工程である。ルクセンブルクでウィリアム・ジャスティン・クロールが発明した。チタン原料を石油コークスと共に塩素と反応させて得られた塩化チタン(IV)をマグネシウムで還元することで金属チタンを製造する方法である。アメリカに移ったのち、クロールはさらにジルコニウム生産のための手法を開発した。クロール法の発明以前はナトリウムを還元剤に用いたハンター法がチタンの製造に利用されていたが、1946年に化学メーカーのデュポン社がクロール法を採用したチタンの工業生産を開始したのを皮切りにチタンの商業生産の多くはハンター法からクロール法に取って代わられていった。

## プロセス

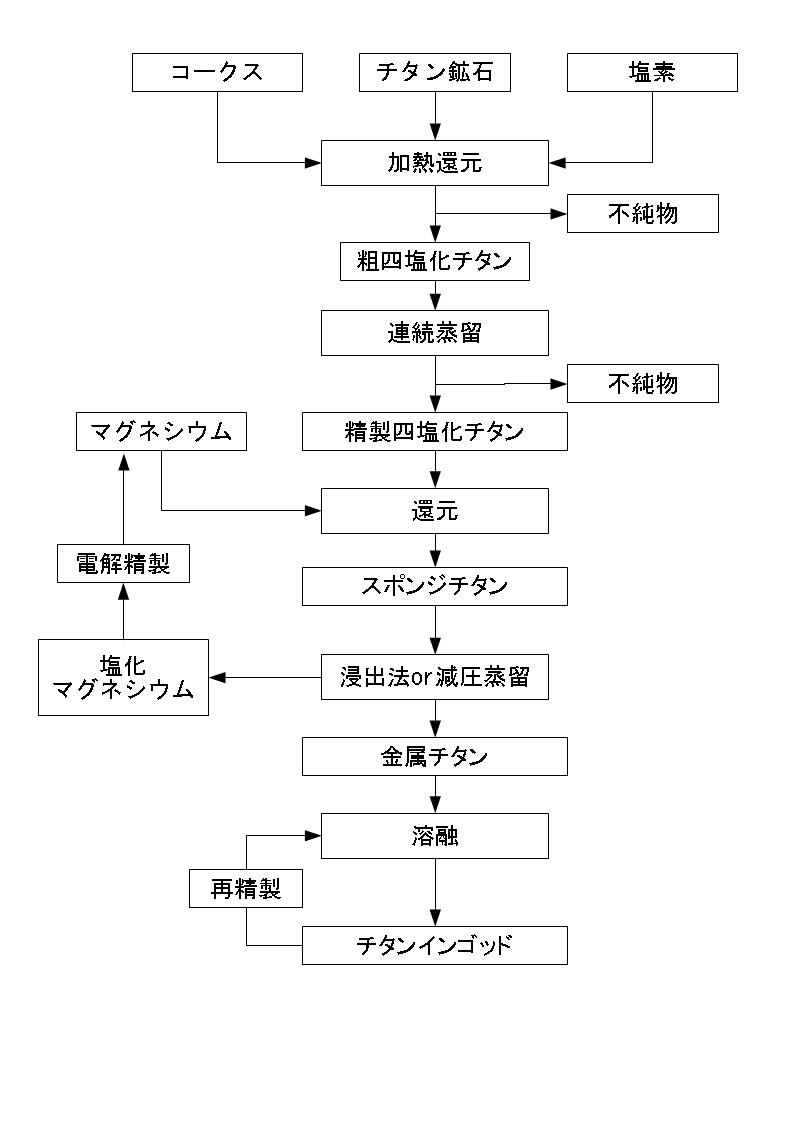
クロール法のフローシート

鉱石から製錬された金紅石もしくはイルメナイトを、流動層の反応装置で、石油コークスによって1000℃で還元する。この混合物を塩素ガスで処理して、塩化チタン(IV)およびその他の揮発性の塩化物を生成させ、連続蒸留によってそれらを分離する。チタンは高温条件下では非常に活性な金属であるため、このように一度塩化物を経由することで効率的に不純物元素を除去することができる。
{\displaystyle {\ce {TiO2\ + C\ + 2Cl2 -> TiCl4\ + CO2}}} [T = 1000℃]
この塩化チタン(IV)をステンレス鋼の蒸留器にかけ、15 - 20%過剰の液化マグネシウムによって800 - 850℃で完全に還元する。この工程によって得られる金属チタンは反応装置に固着するため連続的に取り出すことができずバッチプロセスにならざるを得ないため、この還元工程がクロール法による金属チタン生産のボトルネックとなっている。生産能力向上のために反応規模の大型化が進められ、1回の反応で10トンのスポンジチタンが得られるようになったものの還元工程全体で10日以上の日時が必要となる。
{\displaystyle {\ce {2Mg(l)\ + TiCl4(g) -> 2MgCl2(l)\ + Ti(s)}}} [T = 800 - 850℃]
塩化チタン(IV)の部分的な還元によって低級塩化物（塩化チタン(II)および塩化チタン(III)）の混交が生じる。副生する塩化マグネシウムは電解精製によってマグネシウムと塩素に分解させ再利用される。この結果生じる多孔質なスポンジチタンを、浸出法もしくは加熱条件下での減圧蒸留で精製する。これをジャックハンマーで粉砕しプレスしてから、消耗電極式真空アーク炉で溶かし、真空下で固化させて地金にする。しばしばインクルージョンを取り除き均一性を確保するため、この地金を再度溶解させて再精製を行う。
クロール法によるチタンの生産はチタンの還元工程がパッチプロセスであるため生産性が悪く、還元剤として用いるマグネシウムの還元やスポンジチタンの溶解・鋳造工程で多量のエネルギーを使用することから、製造コストが高い方法である。特に塩化マグネシウムの電解還元で消費される電力はクロール法の全工程に用いられる電力の70%以上を占める。2005年時点でのチタン板材の製造コストはトン当たり100万円を超え、ステンレス鋼の数倍の製造コストがかかっている。

## ジルコニウムへの適用
チタンと性質の似ているジルコニウムもクロール法によって金属ジルコニウムを得る事が出来る。1943年、アメリカで鉱山局の技術者として働いていたクロールは、チタンの精製法であるクロール法をジルコニウムに対しても適応させる方法を開発した。当初はクロール法によって精製されたジルコニウムは窒素の含有量が多く耐食性に問題があった。これは金属ジルコニウムが高温中では空気中の酸素や窒素と直接反応するためであり、現在は真空中で処理されている。

### ジルコニウムの製造プロセス
ジルコニウムに対するクロール法はチタンに対するそれとほぼ同じである。しかしジルコニウムには一定量のハフニウムが常に共存しているためジルコニウムとハフニウムの分離工程が必要であり、アメリカでは溶媒抽出法が、フランスでは抽出分離法が採用されている。溶媒抽出法では塩化ジルコニウム(IV)を溶媒で抽出し、一旦ジルコニアとしてハフニウムと分離し、再度塩素と反応させて塩化ジルコニウム(IV)とした後昇華精製を行う。抽出分離法では、塩化ジルコニウムと塩化ハフニウム(IV)の混合物を昇華させて抽出分留することで塩化ジルコニウムを得る。マグネシウムによる還元反応を行いスポンジジルコニウムとし、消耗電極式真空アーク炉で溶解させてインゴットを得る方法はチタンと同じである。
{\displaystyle {\ce {2Mg(l)\ + ZrCl4(g)\ -> 2MgCl2(l)\ + Zr(s)}}}

## 歴史およびその後の発展
金属チタンの製造には多くの方法が用いられてきた。1887年、ナトリウムを用いたニルセンおよびペテルセンによる報告から始まり、それはハンター法として商業的に最適化された。1920年代、ヴァン・アルケルは四ヨウ化チタンの熱分解によって高純度チタンを得る方法を記述した。四塩化チタンは水素によって高温で還元されることで、加熱処理によって純粋な金属を得られる水素化物を与える事が発見された。このような背景のもとで、クロールは四塩化チタンを還元するための新しい還元剤および新しい装置を開発した。有意義な成功は、還元剤としてカルシウムを用いる事によってもたらされたが、生成物にはまだ酸化物が不純物として含まれていた。重要な成功は、オタワにおいて電気化学会で報告された通り、1000度でマグネシウムを用い、モリブデンで覆った反応装置を用いたことでもたらされた。クロールの方法で作られたチタンは、その純度の高さを反映して非常に延性が高かった。1946年に化学メーカーのデュポン社がクロール法を採用したチタンの工業生産を開始したのを皮切りにハンター法に代わりクロール法が世界のチタン生産法の主流となった。
日本でも1950年11月、神戸製鋼所がクロール法による小規模精錬に成功した。
ハンター法によって製造されたチタンはクロール法によるものと比べて不純物の鉄含有量を低く抑えることができるなどの利点があったためハンター法によるチタンの製造も続けられていたが、溶融工程における溶解性の問題やコストの問題から1990年代には工業生産は中止されていった。
他の技術はクロール法と競合している。その方法の一つには、精製過程で溶融塩電解を必要とするものがある。この手法の問題として「酸化還元リサイクル」、隔膜の消耗、電解質溶液中の樹状結晶の堆積が含まれる。もう一つの方法として、FFCケンブリッジ法 (en)があり、固体電解質を用いた方法について特許を得、その実施にはスポンジチタンの処理は除かれる。FFCケンブリッジ法は、酸化チタンおよび黒鉛を電極、塩化カルシウムを電解質として、電極反応によって酸化チタンを金属チタンに還元する方法である。さらに別の方法として、金属カルシウムを酸化チタンと反応させて熱還元し金属チタンを得るOS京大法がある。また、アルミニウムによってチタンの中間体を還元することを伴う、乾式冶金の方法が開発されている。それは乾式冶金法および安価な還元剤という利点を併せ持つ。

## 関連図書
- P.Kar, Mathematical modeling of phase change electrodes with application to the FFC process, PhD thesis; UC, Berkeley, 2007.